# Vadim Valentinovich Zudilin

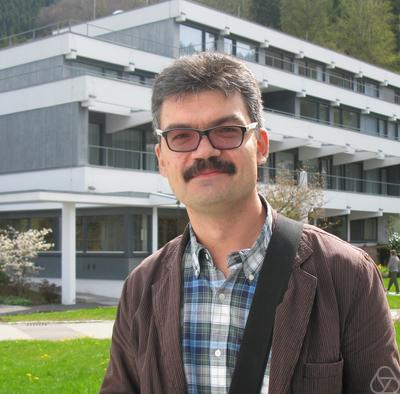
Vadim Valentinovich Zudilin

Vadim Valentinovich Zudilin (tiếng Nga: Вадим Валентинович Зудилин) là một nhà toán học và lý thuyết số người Nga. Ông theo học Yuri V. Nesterenko và làm việc tại Đại học Quốc gia Moskva, Viện Toán học Steklov, Viện Toán học Max Planck và Đại học Newcastle, Úc. Hiện ông làm việc tại Đại học Radboud Nijmegen, Hà Lan.